# Фракційний склад нафти
Фракційний склад нафти
Поняття про фракційний склад нафти
Прийнято розділяти нафту і нафтопродукти шляхом перегонки на окремі компоненти, кожен з яких є менш складною сумішшю. Такі компоненти називають фракціями або дистилятом. В умовах лабораторної або промислової перегонки окремі нафтові фракції відганяються при постійно зростаючій температурі кипіння. Отже, нафту та її фракції характеризуються не температурою кипіння, а температурними межами початку кипіння і кінця кипіння.

## Методи визначення
Для визначення фракційного складу нафт у лабораторній практиці поширення одержали наступні методи перегонки:
1) низькотемпературна ректифікація — для зріджених газів і фракцій вуглеводнів, що киплять при температурі менше 20 °С;
2) середньотемпературна перегонка — для нафтопродуктів, що википають до 350 °С;
3) вакуумна перегонка — для рідин, що википають при температурі вище 350 °С;
4) молекулярна дистиляція — для високомолекулярних речовин;
5) перегонка методом одноразового випарювання.
Звичайно нафти густиною менше 0,9 г/см³ починають кипіти при температурі нижче 100 °С. Температура початку кипіння нафти залежить від її хімічного складу, причому при одній і тій же густині нафтенові й ароматичні вуглеводні киплять при більш низькій температурі, ніж метанові.
При переробці нафти в лабораторних умовах відбирають такі фракції:
1) від 40 до 180–200 °С — бензинові фракції, у яких можуть виділяти вузькі від-гони: від 40 до 70–90 °С — петролейний етер; від 160 до 205 °С — лігроїн;
2) від 200 до 300 °С — гасові фракції;
3) 270–350 °С — газойлева фракція; 
4) 300–370 °С — солярова фракція;
5) залишок після відгону усіх фракцій називається мазутом.
У промислових умовах перегонка нафти здійснюється одноразовим випарюванням з подальшою ректифікацією, при якій відбирають наступні світлі фракції: бензинову (до 180 °С), гасову (120–315 °С), дизельну чи гасогазойлеву (180–350 °С) і різні проміжні відгони. Світлі фракції за допомогою наступного очищення, змішування, а іноді і після вторинного перегону перетворюються в продукти прямого гону нафти.